# Lac de Pusiano
Le lac de Pusiano, ou Eupili, est un lac entre les provinces de Côme et de Lecco, dans le Brianza en Lombardie (Italie).
Il est alimenté par le Lambro qui prend le nom de Lambrone en amont du lac. Il traverse les communes de Pusiano, Eupilio, Erba et Merone dans la province de Côme, de Cesana Brianza, Bosisio Parini et Rogeno dans la province de Lecco.
La petite île des Cyprès, propriété privée, se trouve sur le lac.
À l'heure actuelle, les droits exclusifs de pêche et la navigation sont assurés par la société Egirent srl. Parmi les objectifs énoncés par le Président du Conseil Egidio Motta, il y a le réaménagement de la maison historique du pêcheur et une reprise des activités de pêche dans le lac a été officiellement présentée à la presse le 20 octobre 2012. À compter du 1er janvier 2013, il y aura un nouveau règlement sur la pêche. D'ici l'été 2013, tous les travaux de nettoyage des banques déjà prévus par la société Egirent prendront fin.

## Source
- (it) Cet article est partiellement ou en totalité issu de l’article de Wikipédia en italien intitulé « Lago di Pusiano » (voir la liste des auteurs).